# Œnomaos
Pour les articles homonymes, voir Œnomaos (homonymie).

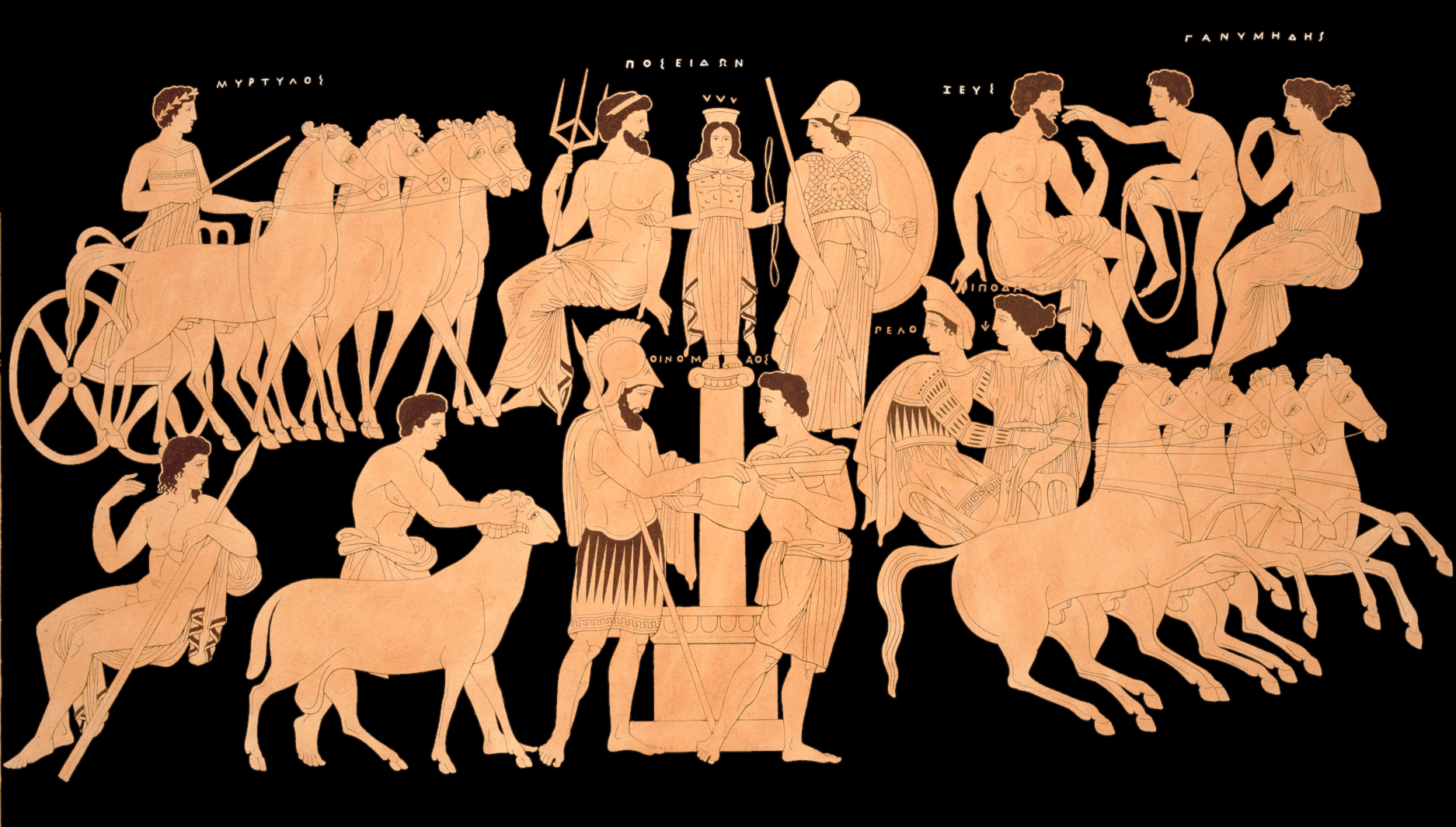
Œnomaos, Hippodamie et les divinités olympiennes, illustration issue d'un cratère à figures rouges (musée archéologique national de Naples, inv. 82920).

Dans la mythologie grecque, Œnomaos (en grec ancien Οἰνόμαος / Oinómaos), fils d'Arès et de la Pléiade Astérope (ou d'Harpina selon les auteurs), est roi de Pise en Élide. Deux enfants lui sont attribués dans les sources anciennes : un fils, Leucippe, et une fille, Hippodamie.

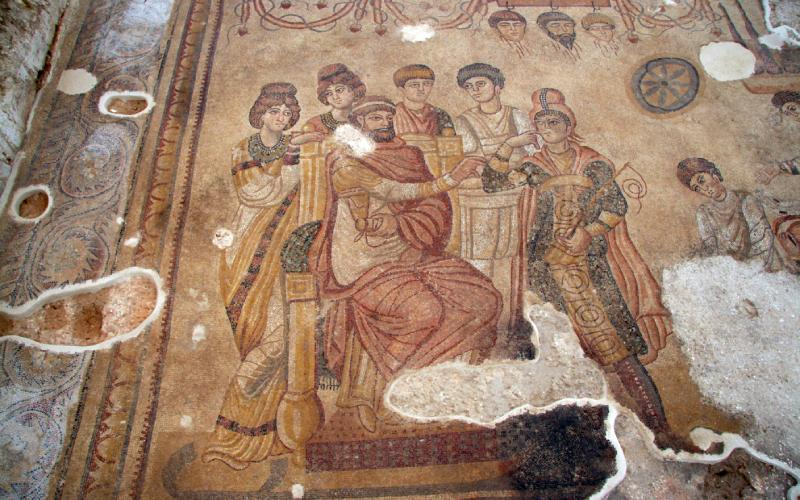
Rencontre entre Œnomaos et Pélops ; mosaïque romaine de Noheda (4e s.).

À la suite d'un oracle, Œnomaos savait qu'il serait tué par son gendre. Il décida d'accorder la main de sa fille Hippodamie à quiconque serait capable de le battre dans une course de chars ; nombre de concurrents furent ainsi mis à mort par le roi toujours vainqueur, qui montait sur un char dont les chevaux imbattables et l'armement lui avaient été donnés par son père Arès. Seul Pélops réussit à vaincre le roi, dont le char se brisa et qui mourut traîné par ses chevaux. Selon les variantes des récits de la course, Pélops remporta la course par son seul talent de cocher, ou bien grâce à un attelage merveilleux de chevaux ailés, ou bien grâce à l'aide de Myrtilos, le cocher d'Œnomaos, qu'il convainquit de saboter le char de son maître afin qu'il se brise pendant la course.

## Sources
- Pseudo-Apollodore, Épitome [détail des éditions] [lire en ligne] (II, 4-7).
- Diodore de Sicile, Bibliothèque historique [détail des éditions] [lire en ligne] (IV, 73).
- Hygin, Fables [détail des éditions] [(la) lire en ligne] (LXXXIV).
- Pausanias, Description de la Grèce [détail des éditions] [lire en ligne] (V, 1).
- Pindare, Odes [détail des éditions] (lire en ligne) (Olympiques, I).